# Lubomír Martínek
Lubomír Martínek (* 9. května 1954 České Budějovice) je český prozaik, esejista a překladatel. Ve svém díle zpracovává téma exilu, vlasti, hledání identity, tuláctví, cestování, návratu a literatury, humoru, umělecké metafory. Za knihu Mýtus o Lynkeovi (Paseka, Praha / Litomyšl) obdržel roku 2009 Cenu Toma Stopparda, za rok 2024 Cenu Nadace Český literární fond.

## Život
Po smrti otce v roce 1955 se jeho matka přestěhovala z Českých Budějovic do Prahy. V roce 1974 absolvoval strojní průmyslovku, v letech 1975–76 pracoval jako dělník a pomocný projektant v ČKD Kompresory a jako kulisák v Divadle Na zábradlí.
V roce 1979 emigroval do Francie, kde vystřídal řadu zaměstnání (jako sociální asistent, konstruktér, řidič, malíř pokojů, tlumočník, stavitel a přepravce lodí, námořník). Navštěvoval také přednášky z dějin umění na École du Louvre a psychologie na Univerzitě Paříž VIII.
V Paříži dále psal, spolupracoval s Jiřím Kolářem na edici Revue K, kterou vedl v letech 1986–1991. Od listopadu 1989 navštěvuje Prahu, nadále však žije v Paříži.
V roce 1999 se stal jedním ze signatářů monarchistického prohlášení Na prahu nového milénia, jehož autorem byl spisovatel Petr Placák.
V Čechách jeho texty otiskují mimo jiné revue Prostor, Revolver Revue, Literární noviny, Labyrint revue.
| „            | Protože píšu především kvůli procesům, které v člověku při psaní probíhají a kvůli tomu, k čemu psaní člověka nutí, ačkoli on sám by se tomu rád vyhnul, každá z mých knížek nějakým způsobem ovlivnila můj život. Mluvit o osudovosti je přehnané, ale otřesy jsou značné – a nemají nic společného s případným ohlasem nebo úspěchem. Ačkoli mi nepřináleží své zplozeniny posuzovat, dodnes si nejvíc považuji Sine loco – sine anno, protože v tomto textu jsem došel nejdále směrem, který tvoří ústřední osu mého dotazování. | “ |
| — Zonty 2002 | |   |

## Dílo
- Linka č. 2 (Porte Dauphine - Nation), Edice Revue K, Paříž 1986
Linka č. 2, Československý spisovatel, Praha 1992
- Představení, Index, Köln 1986
- Tipp-Ex fluid & jiné idiotexty, Edice Revue K, Paříž 1987
- Persona non grata, Edice Revue K, Paříž 1988
Persona non grata, Fragment, Bratislava 1993
- Errata, Edice Revue K, Paříž 1990
- Quiproquo, Edice Revue K, Paříž 1990
Quiproquo, Prostor, Praha 1998
- Palubní nokturnal, Edice Revue K, Paříž 1990
- Mys dobré beznaděje, Český spisovatel, Praha 1994
- Nomad’s land, Prostor, Praha 1994 (eseje)
- Palimpsest, Prostor, Praha 1996 (eseje)
- Sine loco, sine anno. Palubní nocturnal. Errata., Torst, Praha 1998
- Mimochodem, Paseka, Praha / Litomyšl 2000 (eseje)
- Opilost z hloubky, Prostor, Praha 2000
- Mezi polednem a půlnocí, Paseka, Praha / Litomyšl 2001
- Dlouhá partie biliáru, Paseka, Praha / Litomyšl 2004
- Mezi továrníky, 2008 — román v dopisech napsaný společně Ivanem Matouškem; vycházel na pokračování v průběhu celého roku v časopise Tvar
- Mýtus o Lynkeovi, Paseka, Praha / Litomyšl 2009
- Otrava krve, Revolver Revue, Praha 2009 - „elektronický rozhovor“ Lubomíra Martínka s Karlem Halounem
- Muškátový oříšek, Revolver Revue, Praha 2012
- Let želvy, Revolver Revue, Praha 2013
- Lubomír Martínek čte ze své knihy Muškátový oříšek, edice Hlasy, audio CD, Triáda, 2014
- Zpoždění, Pulchra, Praha 2016
- Klub obyčejných smrtelníků : příspěvek k debatě o eutanazii, Pulchra, Praha 2020
- Ironie osudu, Pulchra, Praha 2024

### Ukázky díla
- Mezipřistání, Paříž 1997, Prostor 41 (1999)
- Narušitel hranic, Paříž 1998, Prostor 37 (1998)